# M-17 Universal
M-17 Universal někdy též nazývaný Matějček M-17 Universal byl dvousedadlový, celodřevěný výcvikový kluzák. Byl postaven v Ústředních leteckých dílnách Svazarmu v Brně - Medlánkách počátkem 70. let.

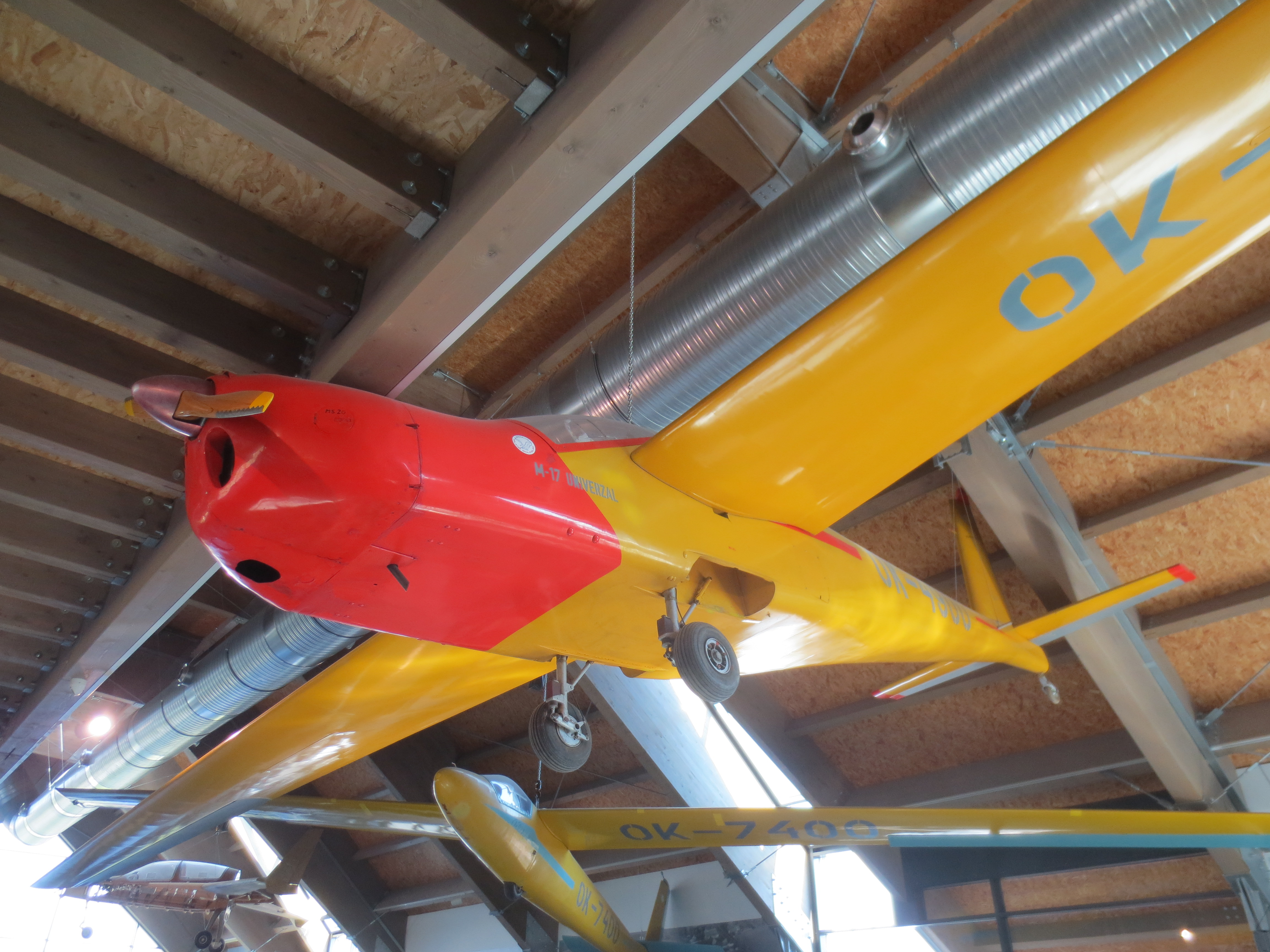
M-17 Universal v Leteckém muzeu Metoděje Vlacha

## Vznik a vývoj
Za podpory Svazarmu navrhl ing. Jiří Matějček, konstruktér Výzkumného a zkušebního leteckého ústavu v Letňanech a sám tehdy výkonný plachtař, motorizovaný větroň M-17 Universal. Prototyp byl postaven v medláneckých Ústředních dílnách Svazarmu.
Kluzák v.č. 01/72 byl zalétán 17. října 1972 zkušebním pilotem Františkem Kdérem a byl zanesen do leteckého rejstříku s imatrikulací OK-62 (později změněna na OK-2919). Celkem byly vyrobeny 3 stroje. V roce 1973 následoval v.č. 02/73 (OK-64 resp. OK-3900) a v roce 1974 v.č. 03/74 (OK-66 resp. OK-4900).
Ústřední dílny Svazarmu měly v roce 1976 vyrobit ověřovací sérii a od roku 1980 postupně dodávat 300 strojů ve verzi M-17S (s motorem Stamo MS-1500-1 a se stavitelnou vrtulí Hoffmann). K tomu však nedošlo, protože nebyla vyjasněna otázka zabezpečení motorů. Po všech možných porovnávacích zkouškách bylo rozhodnuto, že výroba M-17 nebude zahájena. I proto dostal přednost celokovový Let L-13 Blaník, který vznikl v Aerotechniku Kunovice. Jeho motorizované verze byly označeny jako L-13 SW (SE) Vivat a L-13 B Bačostroj.

## Popis
M-17 byl jednoduše řešený středoplošný větroň klasických tvarů, převážně dřevěné konstrukce. Křídlo o rozpětí 17 m bylo pod potahem na náběžné hraně vyplněno polystyrenem. V kryté, dvoumístné kabině byly sedačky vedle sebe. Dvoukolový, zatažitelný podvozek doplňovala ocasní ostruha. Podvozek byl odpružen olejo-pneumatickými tlumiči nárazů.
Prototyp byl osazen německým motorem Stark Stamo MS-1500-1 o výkonu 33 kW/45 k, který byl umístěn v přídi stroje jako u klasického letounu. Později byl montován pístový, invertní vzduchem chlazený čtyřválcový řadový motor Walter Mikron III o výkonu 48 kW/65 k. Motory Mikron se v té době již dlouho nevyráběly. Motorlet n.p. jejich výrobu ukončil už v roce 1950, protože tento elegantní, lehký a úsporný motor neměl využití. V roce 1964 byla výroba pístových motorů Walter převedena do podniku Avia v Čakovicích, ale to se netýkalo motoru Mikron. Ten vyráběn v Avii nebyl, ale "čakovický" letecký program byl stejně postupně utlumován. Výroba motoru Walter Mikron byla obnovena až v roce 1984 v Aerotechniku Kunovice. Aerotechnik byl založen v roce 1970 a během své existence vyrobil, mimo jiné, téměř 200 letounů řady L-13 Vivat. Rozsáhlejší dovoz motorů Stark Stamo MS-1500-1 ze Spolkové republiky Německo na přelomu 70. a 80. let byl vyloučen. 

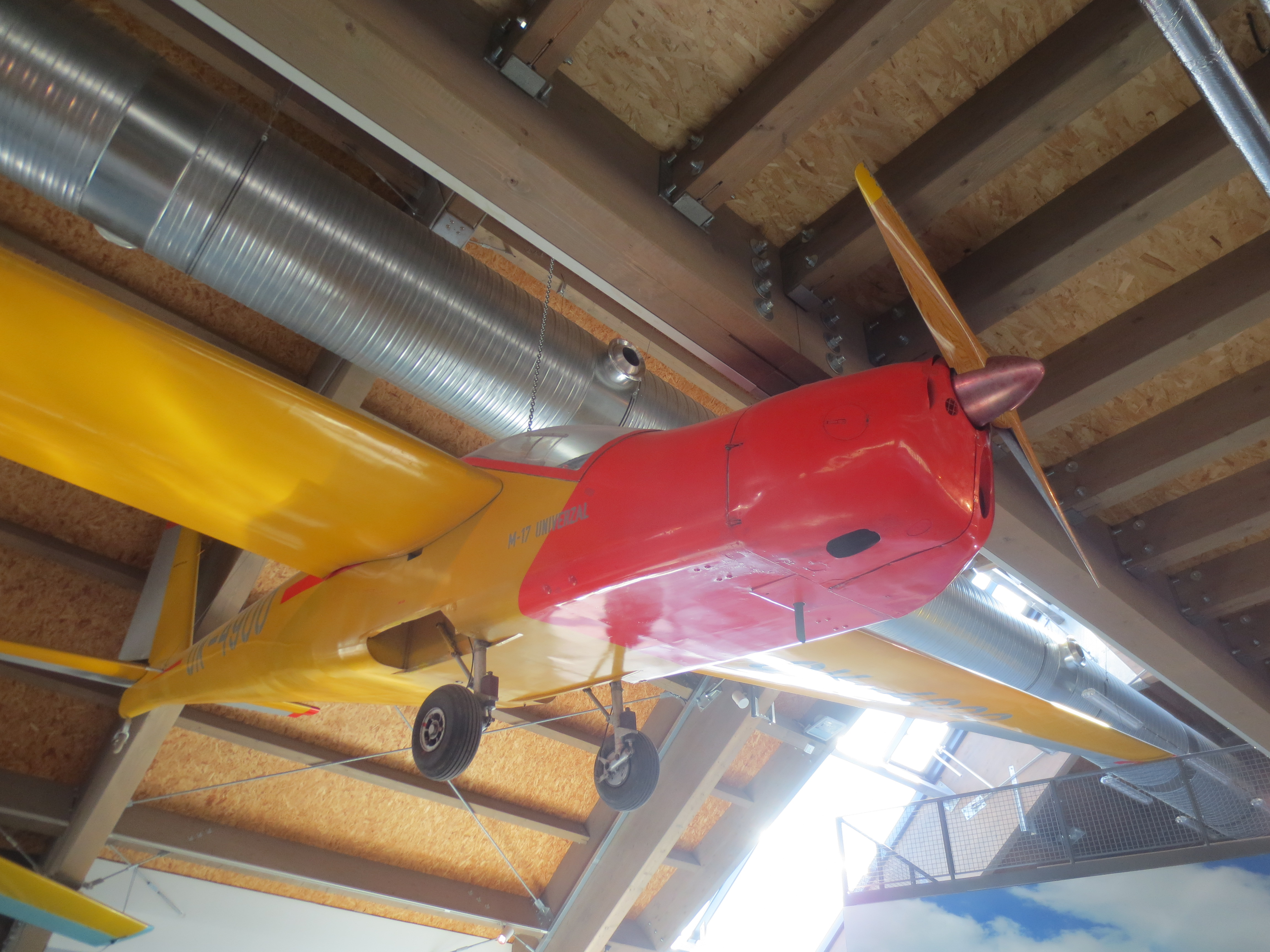
M-17 Universal s motorem Walter Mikron

## Použití
Vzhledem ke své hmotnosti a slabšímu motoru potřeboval M-17 Universal trochu delší rozjezd, ale letové vlastnosti byly velmi dobré. Snadno se ovládal a létal rychleji než pozdější, motorizovaný kluzák Vivat. Nevýhodou byl poněkud horší výhled a kvůli dvoukolovému podvozku byl také hůře skladovatelný. Letoun M-17 byl také zkoušen pro vlečení větroňů. Pokud motorizovaný kluzák vlekl větroň Orlík, byla rychlost stoupání 2 m/s, což byla hodnota více než přijatelná.
Tyto motorizované kluzáky byly provozovány v aeroklubech Svazarmu (např. Aeroklub Očová, Mladá Boleslav).  Jedním z posledních vystoupení kluzáku s imatrikulací OK-3900 byla účast na leteckém dni v Roudnici nad Labem (LKRO) 25. června 2005. Jeden ze dvou dochovaných kluzáků, ten s imatrikulací OK-4900 je vystaven v expozici Leteckého muzea Metoděje Vlacha, kam byl zapůjčen z Aeroklubu Mladá Boleslav.

## Uživatelé
- Československo
  - Aerokluby Svazarmu (OK-2919, OK-3900, OK-4900)

## Specifikace

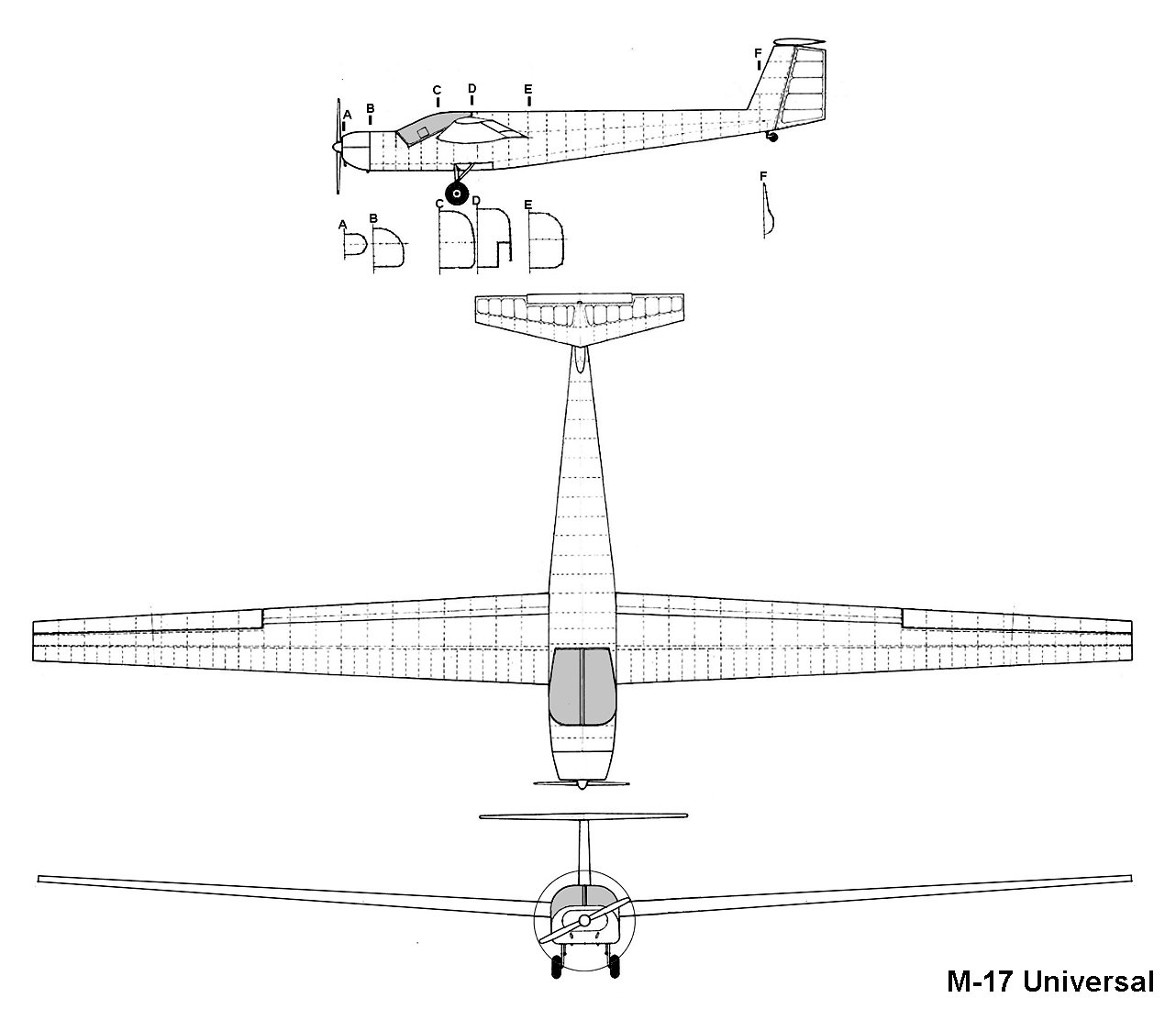
Matějček M-17 Universal, skica

Data podle

### Technické údaje
- Posádka: 2
- Rozpětí: 17,00 m
- Délka: 8,20 m
- Výška: 1,6 m
- Nosná plocha: 19,15 m2
- Plošné zatížení: 35,00 kg/m2
- Hmotnost prázdného kluzáku: 435 kg
- Vzletová hmotnost: 670 kg
- Pohonná jednotka: 1× pístový, invertní vzduchem chlazený čtyřválcový řadový motor Walter Mikron 4-II
  - maximální, vzletový výkon: 46 kW/62 k při 2800 ot/min
  - jmenovitý, nominální výkon: 44 kW/60 k při 2600 ot/min
- Vrtule: dvoulistá dřevěná s pevným nastavením

### Výkony
- Maximální rychlost: 200 km/h
- Cestovní rychlost: 150 km/h
- Dolet: 245 km
- Dostup: 5 000 m
- Klouzavost: 24